# Claude Lelouch

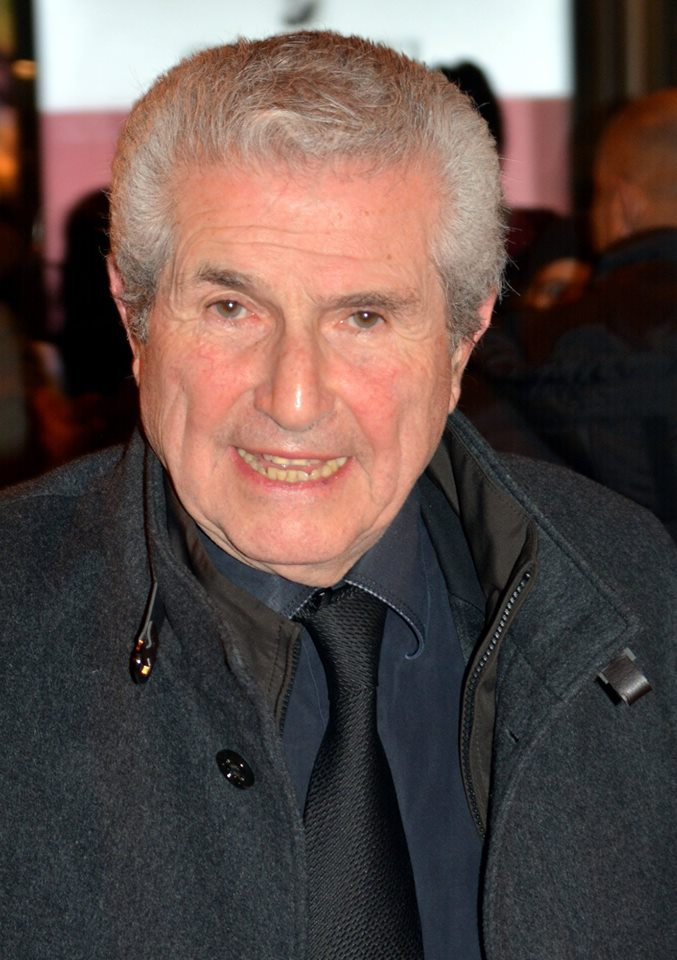
Claude Lelouch la ceremonia Globul de Cristal (2018)

Claude Lelouch (n. 30 octombrie 1937, Paris) este un regizor francez, scenarist, actor și producător. S-a născut la Paris dintr-o familie de evrei de origine algeriană.

## Biografie
Primul contact cu camera l-a avut la vârsta adolescenței, cand a primit de la tatăl său o cameră de filmat. Și-a început cariera cu reportaje, începând cu o zi obișnuită în fostul URSS, material pe care l-a filmat având camera ascunsă sub haină. A filmat și evenimente sportive, dintre care Tourul Franței. La debutul său regizoral, criticile nu au fost deloc favorabile, unele voci susținând chiar ca "puteți uita acest nume, oricum este ultima oară când îl auziți".

## Operă
Însă musicalul "Uns et les Autres" a fost considerat o adevărată capodoperă, iar Lelouch a devenit foarte bine cunoscut pentru dialogurile sale foarte bine construite. A fost arestat chiar pentru ca în una dintre scenele de acțiune din pelicula "C'était un rendez-vous", autoturismul implicat în urmărire a depășit viteza legală de circulație pe străzile Parisului.
Prima parte din recenta sa trilogie, "Le Genre Humain" a avut critici foarte bune. A colaborat pentru muzica filmelor sale cu Francis Lai, iar pentru una dintre coloanele sonore există chiar 300 de variante editate. Are șapte copii și recent s-a despărțit de soția sa.

## Filmografie
- 1960 Oameni ca oricare alții (Le Propre de l'homme)
- 1962 Dragostea cu „dacă” (L'Amour avec des si)
- 1963 Femeia spectacol (La Femme spectacle)
- 1964 O fată și niște puști (Une fille et des fusils)
- 1965 Marile momente (Les Grands Moments)
- 1965 Pour Un Maillot Jaune
- 1966 Un bărbat și o femeie (Un homme et une femme)
- 1967 A trăi pentru a trăi (Vivre pour vivre)
- 1968 Viața, dragostea, moartea (La Vie, l'amour, la mort)
- 1968 13 jours en France
- 1969 Bărbatul care-mi plce (Un Homme qui me plaît)

- 1970 Golanul (Le Voyou)
- 1971 Smic, Smac, Smoc
- 1972 Aventura-i aventură  (L'aventure c'est l'aventure)
- 1973 Un an norocos (La bonne année)
- 1973 Visions of Eight
- 1974 Mariage
- 1974 O viață întreagă (Toute une vie)
- 1975 Cel bun și cei răi (Le Bon et les méchants)
- 1975 Pisica și șoarecele (Le Chat et la souris)
- 1976 C'était un rendez-vous
- 1976 Dacă ar fi s-o luăm de la capăt (Si c'était à refaire)
- 1977 Alt bărbat, altă femeie (Un autre homme, une autre chance)
- 1978 Robert și Robert (Robert et Robert)
- 1979 Între noi doi (À nous deux)

- 1981 Uni și ceilalți (Les Uns et les Autres)
- 1982 Edith și Marcel (Édith et Marcel)
- 1983 La mulți ani, viață (Viva la vie)
- 1984 Să pleci, să te-ntorci (Partir, revenir)
- 1986 Atenție, bandiți! (Attention bandits!)
- 1986 Un bărbat și o femeie: după douăzeci de ani (Un homme et une femme : vingt ans déjà)
- 1988 Viața unui copil răsfățat (Itinéraire d'un enfant gâté)
- 1990 Când e lună plină (Il y a des jours... et des lunes)
- 1992 Ce frumoasă poveste (La Belle Histoire)
- 1992 Toate astea pentru asta (Tout ça... pour ça !)
- 1995 Mizerabilii secolului XX (Les Misérables)
- 1995 Lumière et compagnie
- 1996 Bărbați, femei: mod de întrebuințare (Hommes, femmes, mode d'emploi)
- 1997 Întâmplare sau coincidență (Hasards ou coïncidences)
- 1999 Una pentru toate (Une pour toutes)

- 2001 Și acum... doamnelor și domnilor (And now... Ladies and Gentlemen)
- 2002 11'9''01 September 11 (segmentul "France")
- 2004 Parizienii (Les Parisiens)
- 2005 Le Courage d'aimer
- 2007 Roman de Gare (ca "Hervé Picard", un pseudonim)
- 2010 Ces amours là
- 2011 D'un film à l'autre
- 2014 Salaud, on t'aime !
- 2015 Un plus une

Parțial, titlurile românești sunt luate din bibliografia.